# Ida Sargent
Pour les articles homonymes, voir Sargent.
Ida Sargent, née le 25 janvier 1988 à Newport, est une fondeuse américaine. Elle est spécialiste du sprint.

## Biographie
Membre du club de ski de Craftsbury, elle reçoit sa première sélection pour une compétition importante en 2008 lors des Championnats du monde junior à Malles, où elle finit douzième du sprint notamment.
Chez les moins de 23 ans, elle obtient une quatrième place en sprint aux Championnats du monde de la catégorie en 2010 à Hinterzarten. Cet hiver, Sargent monte aussi sur ses premiers podiums dans le cadre de l'US Super Tour.
Elle fait ses débuts individuels en Coupe du monde en novembre 2010 au sprint de Kuusamo (33e). Ensuite, elle fait ses débuts en championnat du monde à Oslo, ne terminant pas mieux que 45e au sprint.
En décembre 2011, elle inscrit ses premiers points pour le classement général de Coupe du monde avec une 25e au sprint libre de Rogla, avant de finir notamment douzième au sprint de Rybinsk. Elle est aussi utilisée dans des courses de distance, marquant des points à Szklarska Poręba (25e). Lors du Nordic Opening 2011-2012, Sargent signe son premier top dix jusque là avec une neuvième place sur le sprint, avant de confirmer sa bonne forme avec une 18e place au classement final du tour. En 2013, aux Championnats du monde à Val di Fiemme, elle parvient à s'immiscer dans le top 30 avec une 25e place sur le skiathlon. Cet hiver, elle atteint aussi sa première finale lors d'un sprint en Coupe du monde à Sotchi, prenant la sixième place.
En 2014, elle participe aux Jeux olympiques de Sotchi (19e du sprint et 31e du dix kilomètres classique) et améliore son meilleur résultat en Coupe du monde avec une 5e place au sprint de Kuusamo.
Elle obtient son premier et seul podium individuel en Coupe du monde en février 2017 au sprint classique de Pyeongchang (3e), où elle est aussi troisième du sprint par équipes. Aux Championnats du monde 2017 à Lahti, elle prend la 24e place sur le sprint libre, soit son meilleur résultat dans des mondiaux.
En janvier 2018, elle est troisième du sprint par équipes à Dresde, puis prend part à ses deuxièmes jeux olympiques à Pyeongchang, où elle échoue en qualifications sur le sprint (33e).
Sargent se retire de la compétition de haut niveau en 2019.

## Palmarès

### Jeux olympiques
| Épreuve / Édition   | Sprint                           | Sprint                           | 10 km                            | 10 km                            | Skiathlon 2 × 7,5 km | 30 km | Relais | Relais   |
| Épreuve / Édition   | libre                            | classique                        | libre                            | classique                        | Skiathlon 2 × 7,5 km | 30 km | Sprint | 4 × 5 km |
| JO 2014 Sotchi      | 19e                              | Épreuve inexistante à cette date | Épreuve inexistante à cette date | 31e                              | —                    | —     | —      | —        |
| JO 2018 Pyeongchang | Épreuve inexistante à cette date | 33e                              | —                                | Épreuve inexistante à cette date | —                    | —     | —      |          |

Légende :
- : pas d'épreuve
- — :  Épreuve non disputée par Ida Sargent

### Championnats du monde
| Épreuve / Édition           | Sprint                           | Sprint                           | 10 km                            | 10 km                            | Skiathlon 2 × 7,5 km | 30 km | Relais | Relais   |
| Épreuve / Édition           | libre                            | classique                        | libre                            | classique                        | Skiathlon 2 × 7,5 km | 30 km | Sprint | 4 × 5 km |
| Mondiaux 2011 Oslo          | 45e                              | Épreuve inexistante à cette date | Épreuve inexistante à cette date | 51e                              | —                    | —     | —      | —        |
| Mondiaux 2013 Val di Fiemme | Épreuve inexistante à cette date | 33e                              | —                                | Épreuve inexistante à cette date | 38e                  | 25e   | —      | —        |
| Mondiaux 2015 Falun         | Épreuve inexistante à cette date | 29e                              | —                                | Épreuve inexistante à cette date | —                    | —     | —      | —        |
| Mondiaux 2017 Lahti         | 24e                              | Épreuve inexistante à cette date | Épreuve inexistante à cette date | —                                | —                    | —     | —      | —        |

Légende :
- : pas d'épreuve
- — : Non disputée par Ida Sargent

### Coupe du monde
- Meilleur classement général : 39e en 2013.
- 1 podium individuel : 1 troisième place.
- 2 podiums par équipes : 2 troisièmes places.

#### Classements en Coupe du monde
| Année     | Classement général final | Classement distance | Classement sprint |
| 2011-2012 | 71e                      | 72e                 | 49e               |
| 2012-2013 | 39e                      | 53e                 | 22e               |
| 2013-2014 | 49e                      | 48e                 | 33e               |
| 2014-2015 | 57e                      |                     | 26e               |
| 2015-2016 | 43e                      |                     | 23e               |
| 2016-2017 | 44e                      |                     | 17e               |
| 2017-2018 | 56e                      | 67e                 | 23e               |
| 2018-2019 | 76e                      |                     | 40e               |

### Championnats des États-Unis
- Championne sur le sprint classique en 2019.